# Війна Логана
Війна Логана (англ. Logan's War: Bound by Honor) — американський бойовик режисера Майкла Пріса.

## Сюжет
Десятирічний Логан Феллон із загостреним почуттям небезпеки зумів передбачити, але не попередити вбивство малої сестри і своїх батьків, коли мафія увірвалася в їхній будинок задля помсти батькові — окружному прокуророві. Але хлопець присягнувся помститися. Забравши Логана до себе, його дядько Джейк Феллон — колишній рейнджер і чемпіон з кікбоксингу, передав племіннику весь свій досвід, зробивши з нього професіонала, що володіє всіма видами зброї. Протягом 15 років Логан не забуває про свою клятву, і коли відчуває, що готовий, повертається в рідне Чикаго та розрахуватися з боргами.

## У ролях
- Едді Сібріан — Логан Феллон
- Чак Норріс — Джейк Феллон
- Джо Спано — спеціальний агент Джон Даунінг
- Джефф Кобер — Сал Меркадо
- Р.Д. Колл — Альберт Талгарно
- Брендон Райан Баррет — Логан Феллон (10 років)
- Джеймс Геммон — Бен
- Вінні Керто — Джонні
- Девон Майкл — Джессі Ріджуей
- Бет Баррет — репортер 1
- Роджер Бойс — Суддя Джозеф Ландерс
- Вінс Чічері — Вінні Кіз
- Хуліо Седілльо — рейнджер 1
- Еріель Чіпмен — Джессіка Фкллон
- Патрік Кліар — Джон Реннер
- Ентоні Короне — Майк Фаффіно
- Кен Фармер — майор Карлсон
- Джил Глазгоу — менеджер готелю
- Гевін Гленнон — тележурналіст
- Грейсон Джим Гелмс — пілот
- Грег Кін
- Пол Кірбі — доктор
- Колетт О'Коннелл — Террі Феллон
- Стефані Роджерс — Дженіс Тейлор
- Моргана Шоу — Гелен Ріджуей
- Крейг Тейлор — злочинець
- Тодд Террі — капітан Маккей
- Меттью Томпкінс — Ніколас Феллон
- Олівер Тулл — офіцер Бренбо
- Джейк Волкер — Ед Ріджуей
- Катрін Вайтман — репортер 2
- Річард Філліпс — злочинець 2 (в титрах не вказаний)
- Фабіан Воткінс — Retro 70's Driver (в титрах не вказаний)